# Macizo de las Salinas
El Macizo de las Salinas (en catalán Massís de les Salines) es un Lugar de Importancia Comunitaria situado en la provincia de Gerona, Comunidad Autónoma de Cataluña, España, que separa la comarca del Alto Ampurdán de la zona del Vallespir, forma un espacio pirenaico con rasgos de la montaña media. Es un macizo granítico -gneis, granito, etc.- propio del eje axial de los Pirineos. Presenta fuertes desniveles altitudinales, que van desde los 100 metros hasta las cimas del Pico de Frausa, por encima del 1400 metros. El clima es húmedo y lluvioso debido a los vientos ascendentes provenientes del mar que topan con la montaña. Contiene una gran diversidad de paisajes, resultado de la acción de una serie de factores -climatológicos, litológicos, altitudinales, de orientación, de situación biogeográfica, etc.-, que lo hacen muy interesante. Se observa un fuerte contraste entre la llanura ampurdanesa y los contrafuertes más orientales del Pirineo.
Este paraje está protegido desde 1992 por el Plan de Espacios de Interés Natural (PEIN) de la Generalidad de Cataluña, mediante el Decreto 328/1992, y fue declarado por primera vez como LIC en 1997, como ZEPA en 2005 y, posteriormente, fue ampliado como espacio Natura 2000 mediante el Acuerdo de, Gobierno 112/2006, de 5 de septiembre, que aprobó la red Natura 2000 en Cataluña. Asimismo, mediante el Plan especial se hizo la delimitación definitiva. Este Plan complementa el régimen normativo básico de protección establecido por el PEIN con determinaciones específicas para este Espacio.

## Biodiversidad
El espacio del Macizo de las Salinas representa una zona de cambio, tanto de paisaje como de comunidades biológicas, con una gradación entre los elementos mediterráneos y los pirenaicos, entre la llanura ampurdanesa y la parte más oriental del Pirineo. Es el sector de distribución más oriental para algunas especies faunísticas como la culebra verdiamarilla.

### Vegetación y flora
Debido a la amplitud altitudinal, la vegetación está claramente zonificada: encinares y alcornocales (Quercetum ilicis galloprovinciale) desde la llanura hasta los 500-600 metros; el encinar montañoso (Quercetum mediterráneo montanum) hasta los 800-1000 metros; los robledales acidófilos (Pteridio-Quercetum pubescentis y Querco- Aceretum opalino) en los ambientes frescos y húmedos hasta los 1.000-1.100 metros; el hayedo (Luzulo niveae- Fagetum) entre 1.100 y 1.400 metros; y landas y prados acidófilos (Calluna-Genistion) en los niveles culminantes.
Los elementos corológicos predominantes son los mediterráneos y los eurosiberianos. Especies de tendencia atlántica o simplemente oceánicas, como el helecho, aparecen de forma dispersa.

### Fauna
La fauna es bastante rica y variada. Se puede encontrar una gradación entre los elementos mediterráneos y los pirenaicos, muchos de los cuales tienen su límite oriental de distribución, como la culebra verdiamarilla (Hierophis viridiflavus, anteriormente Coluber viridiflavus). Otra especie interesante, no muy abundante en Cataluña, es la golondrina dáurica (Hirundo daurica).